# بيل ماكراكين
بيل ماكراكين (بالإنجليزية: Billy McCracken)‏ (29 يناير 1883 ببلفاست في المملكة المتحدة - 20 يناير 1979) هو مدرب كرة قدم ولاعب كرة قدم أيرلندي شمالي في مركز الدفاع. لعب مع نيوكاسل يونايتد.

## وصلات خارجية
- بيل ماكراكين على موقع قاعدة بيانات كرة القدم.إي يو (الإنجليزية)
- بيل ماكراكين على موقع ناشيونال فوتبول تيمز (الإنجليزية)